# Artem Baranovskyi
Bản mẫu:Eastern Slavic name
Artem Baranovskyi (tiếng Ukraina: Артем Миколайович Барановський; sinh ngày 17 tháng 3 năm 1990 ở Krasnohorivka, ở Donetsk Oblast, Ukrainian SSR) là một tiền vệ bóng đá Ukraina thi đấu cho FC Istiklol.

## Sự nghiệp
Baranovskyi là sản phẩm của hệ thống trẻ FC Metalurh Donetsk và UOR Donetsk. Anh có màn ra mắt cho FC Metalurh khi vào sân từ ghế dự bị trong hiệp hai trước SC Tavriya Simferopol ngày 24 tháng 4 năm 2011 ở Giải bóng đá ngoại hạng Ukraina.
Anh thi đấu cho FC Stal Kamjanske ở Giải bóng đá ngoại hạng Ukraina.
Vào tháng 3 năm 2017, sau khi thử việc, Baranovskyi ký bản hợp đồng 1 năm với FC Istiklol.

## Thống kê sự nghiệp

### Câu lạc bộ
Tính đến trận đấu diễn ra ngày 3 tháng 6 năm 2018
| Câu lạc bộ            | Mùa giải            | Giải vô địch                             | Giải vô địch | Giải vô địch | Cúp Quốc gia | Cúp Quốc gia | Châu lục | Châu lục  | Khác    | Khác      | Tổng    | Tổng      |
| Câu lạc bộ            | Mùa giải            | Hạng đấu                                 | Số trận      | Bàn thắng    | Số trận      | Bàn thắng    | Số trận  | Bàn thắng | Số trận | Bàn thắng | Số trận | Bàn thắng |
| --------------------- | ------------------- | ---------------------------------------- | ------------ | ------------ | ------------ | ------------ | -------- | --------- | ------- | --------- | ------- | --------- |
| Tytan Donetsk         | 2007–08             | Giải bóng đá ngoại hạng Ukraina          | 31           | 1            | 0            | 0            | -        | -         | -       | -         | 31      | 1         |
| Tytan Donetsk         | 2008–09             | Giải bóng đá ngoại hạng Ukraina          | 17           | 0            | 1            | 0            | -        | -         | -       | -         | 18      | 0         |
| Tytan Donetsk         | Tổng                | Tổng                                     | 48           | 1            | 1            | 0            | -        | -         | -       | -         | 49      | 1         |
| Metalurh Donetsk      | 2009–10             | Giải bóng đá ngoại hạng Ukraina          | 0            | 0            | 0            | 0            | -        | -         | -       | -         | 0       | 0         |
| Metalurh Donetsk      | 2010–11             | Giải bóng đá ngoại hạng Ukraina          | 0            | 0            | 0            | 0            | -        | -         | -       | -         | 0       | 0         |
| Metalurh Donetsk      | 2011–12             | Giải bóng đá ngoại hạng Ukraina          | 2            | 0            | 0            | 0            | -        | -         | -       | -         | 2       | 0         |
| Metalurh Donetsk      | 2012–13             | Giải bóng đá ngoại hạng Ukraina          | 16           | 1            | 1            | 0            | 0        | 0         | 0       | 0         | 17      | 1         |
| Metalurh Donetsk      | 2013–14             | Giải bóng đá ngoại hạng Ukraina          | 8            | 0            | 1            | 0            | -        | -         | -       | -         | 9       | 0         |
| Metalurh Donetsk      | 2014–15             | Giải bóng đá ngoại hạng Ukraina          | 14           | 0            | 1            | 0            | -        | -         | -       | -         | 15      | 0         |
| Metalurh Donetsk      | Tổng                | Tổng                                     | 40           | 1            | 3            | 0            | -        | -         | 0       | 0         | 43      | 1         |
| Stal Dniprodzerzhynsk | 2015–16             | Giải bóng đá ngoại hạng Ukraina          | 12           | 0            | 3            | 0            | -        | -         | -       | -         | 15      | 0         |
| Olimpik Donetsk       | 2016–17             | Giải bóng đá ngoại hạng Ukraina          | 10           | 0            | 0            | 0            | -        | -         | -       | -         | 10      | 0         |
| Istiklol              | 2017                | Giải bóng đá vô địch quốc gia Tajikistan | 16           | 1            | 2            | 0            | 9        | 0         | 1       | 0         | 28      | 1         |
| Istiklol              | 2018                | Giải bóng đá vô địch quốc gia Tajikistan | 8            | 0            | 0            | 0            | 6        | 0         | 1       | 0         | 15      | 0         |
| Istiklol              | Tổng                | Tổng                                     | 24           | 1            | 2            | 0            | 15       | 0         | 2       | 0         | 43      | 1         |
| Tổng cộng sự nghiệp   | Tổng cộng sự nghiệp | Tổng cộng sự nghiệp                      | 134          | 3            | 9            | 0            | 15       | 0         | 2       | 0         | 160     | 3         |

## Danh hiệu

### Câu lạc bộ
Istiklol
- Giải bóng đá vô địch quốc gia Tajikistan (1): 2017[7]
- Siêu cúp bóng đá Tajikistan (1): 2018[8]